# Haematopus ater

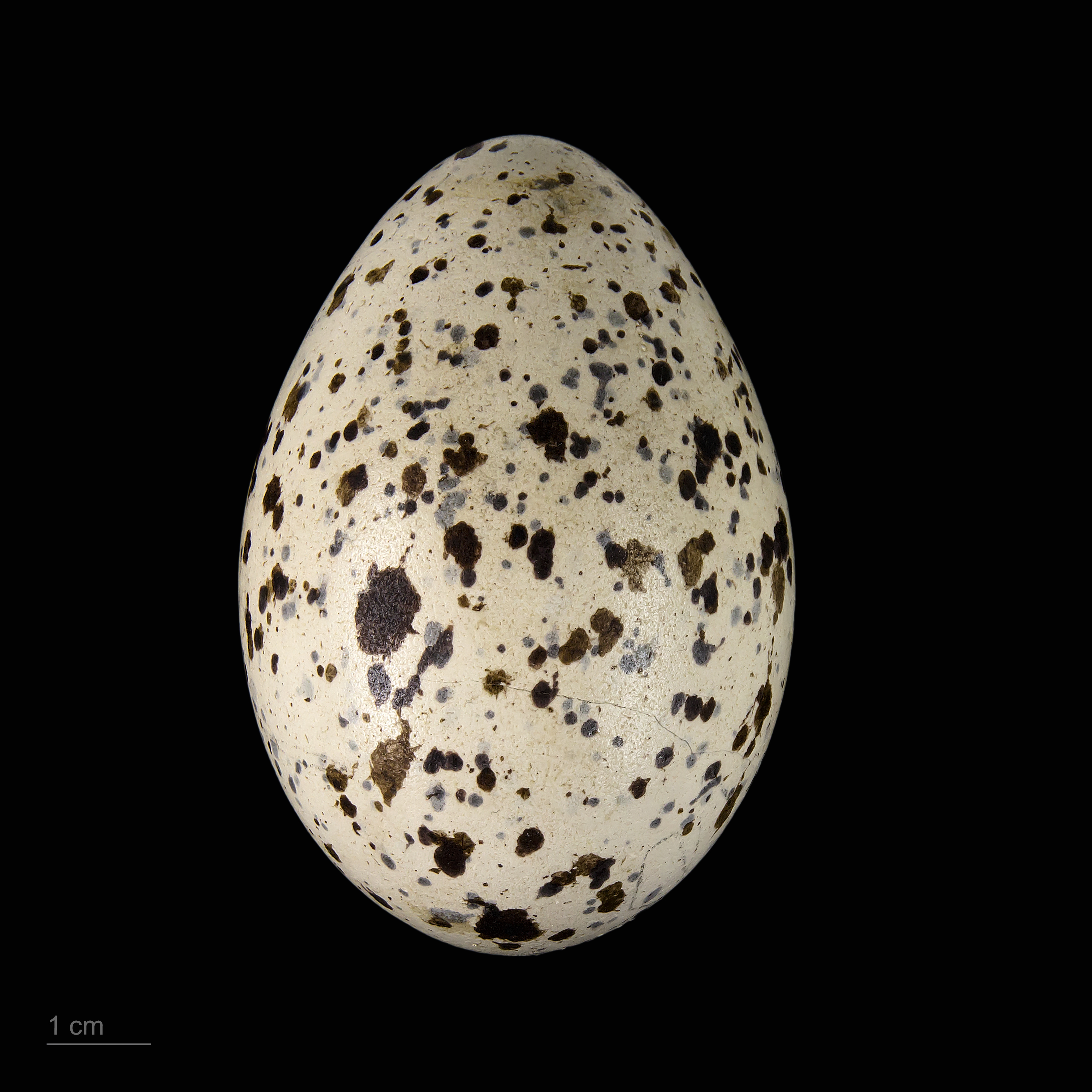
Haematopus ater

Haematopus ater là một loài chim trong họ Haematopodidae.
Loài này được tìm thấy ở Argentina, Chile, quần đảo Falkland và Peru, và di cư đến Uruguay. Tổng số lượng ước tính khoảng 15.000–80.000 cá thể.